# Wilhelm Hübner
Wilhelm Hübner (* 12. November 1915 in Prag; † 30. Januar 2004 in Dresden) war ein deutscher Komponist, Dirigent und Musikschriftsteller.

## Leben

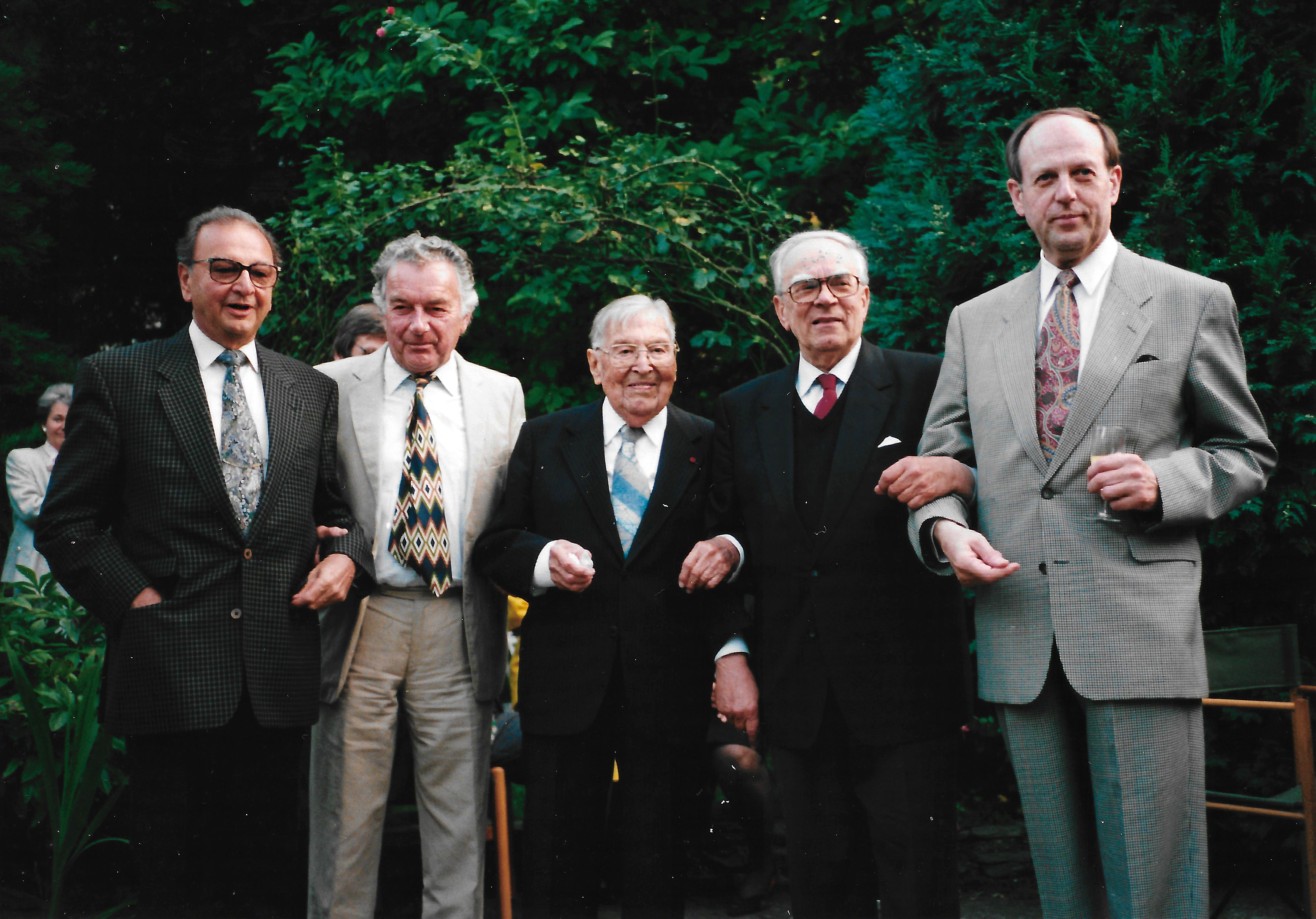
Wilhelm Hübner (2. von rechts)

Wilhelm Hübner studierte an der Deutschen Akademie für Musik und Theater in Prag Dirigieren und Komposition und war danach Chordirektor am Theater in Aussig an der Elbe (Ústí nad Labem). Nach dem Zweiten Weltkrieg wurde Hübner 1945 Korrepetitor und später Dirigent an der Staatsoper Dresden. Von 1949 bis 1952 wirkte er als Musikalischer Oberleiter am Theater Quedlinburg und von 1952 bis 1956 als Kapellmeister am Theater Erfurt. Weitere biographische Stationen waren: 1956 bis 1960 freischaffender Komponist, Pianist und Dirigent; 1960 bis 1966 Erster Kapellmeister am Landestheater Halle und 1966 bis 1968 in der gleichen Funktion am Theater Magdeburg. Seit 1968 war Wilhelm Hübner wieder freischaffend und lebte seitdem in Dresden.

## Künstlerische Bedeutung
Zu seinen zahlreichen Kompositionen gehören Orchesterwerke, Kammermusik, Klavierstücke, Chorwerke und Lieder. Zu den Bühnenwerken gehören Schauspielmusiken (zu „Der tolle Tag“ von Beaumarchais, zu „Faust“ von Johann Wolfgang von Goethe, zur „Komödie der Irrungen“ von William Shakespeare), das Ballett „Die Versuchung“ (Dresden 1978) und die Kinderoper „O du lieber Florian“. Für zwei Opern anderer Komponisten verfasste Hübner die Libretti: „In Schilda ist der Teufel los“ von Walter Draeger (Dessau 1968) und „Der Zauberfisch“ von Fidelio F. Finke (Dresden 1978). 
Seit 1972 schrieb Hübner mehr als 800 Musikkritiken sowie zahlreiche Essays und Aufsätze für die Zeitschriften „Musik und Gesellschaft“, „Das Orchester“ und „Hudevbné Noviny“. Von seiner großen Sachkenntnis und Theatererfahrung sprechen seine Artikel „Wachen Sinn, Sängerfreundlichkeit und Noblesse. Zu den Anforderungen an einen Dirigenten oder eine Dirigentin in der Oper“ (Das Orchester 6/1993) und „Musik aus dem Graben. Zur Rolle des Orchesters in der Oper“ (Das Orchester 10/1994).
Sein jüngerer Bruder ist der Philosoph Kurt Hübner.